# Blackey
Blackey é uma cidade localizada no estado americano de Kentucky, no Condado de Letcher.

## Demografia
Segundo o censo americano de 2000, a sua população era de 153 habitantes. 
Em 2006, foi estimada uma população de 144, um decréscimo de 9 (-5.9%).

## Geografia
De acordo com o United States Census Bureau tem uma área de 
1,3 km², dos quais 1,3 km² cobertos por terra e 0,0 km² cobertos por água. Blackey localiza-se a aproximadamente 307 m acima do nível do mar.

## Localidades na vizinhança
O diagrama seguinte representa as localidades num raio de 20 km ao redor de Blackey. 